# Alexandre Triquet
Alexandre Triquet (* 9. September 1860 in Carouge; † 15. Oktober 1915 in Plainpalais; heimatberechtigt in Carouge) war ein Schweizer Typograf und Politiker.

## Leben

### Familie
Alexandre Triquet war der Sohn des Guillocheurs Louis Triquet und von dessen Ehefrau Marie-Benjamine (geb. Jacquemot); seine Eltern stammten aus Rumily (Hochsavoyen).
Er war mit Fanny, der Tochter von Rodolphe Schmidt, verheiratet.
Als gebürtiger Savoyer erwarb er 1885 das Bürgerrecht in Carouge.

### Werdegang
Nach einer Lehre zum Typografen war Alexandre Triquet als Druckereiarbeiter tätig.
Von 1893 bis 1899 war er beisitzender Richter am erstinstanzlichen Gericht (siehe Instanz (Recht)#Instanzenzug in der Schweiz) sowie von 1900 bis 1910 Friedensrichter in Genf; 1904 erhielt er im Rahmen seiner Aufgaben als Friedensrichter das Vermittlungsamt übertragen.
Er war von 1912 bis 1913 stellvertretender Leiter des Konkursamts.
Einige Zeit war er auch Mitarbeiter des Blatts Le Peuple de Genève.

### Politisches und gesellschaftliches Wirken
1886 wurde Alexandre Triquet Sekretär der nationalen Arbeiterpartei in Genf.
Während des Arbeiterkongresses 1887 in Aarau wurde er in den Bundesvorstand des Schweizerischen Arbeiterbundes gewählt.
Von 1886 bis 1902 war er im Gemeinderat von Carouge und von 1886 bis 1902 sowie von 1910 bis 1912 Genfer Grossrat; von 1890 bis 1900 übte er das Amt des Sekretärs des Grossrats aus, eine Wiederwahl lehnte er dann ab.
Vom 4. Dezember 1899 bis zum 30. November 1902 war er Nationalrat. Er war im Nationalrat der Sekretär der sozialpolitischen Gruppe und setzte sich dort unter anderem auch für die Pressefreiheit ein.
Er kam 1892 in das Komitee zur Leitung der Opposition gegen das Proportionalwahlsystem.
Vor der Einführung der Proporzwahl 1892 im Grossen Rat kandidierte Triquet, obwohl Sozialdemokrat, auf der Liste der Freisinnigen.
1907 trat er aus der Sozialdemokratischen Partei aus und trat 1912 in die Jungfreisinnige Partei ein.
Er war 1910 Führer des von ihm gegründeten Parti socialiste genevois unifié und hatte sich bis dahin heftig mit der Sozialdemokratischen Partei zerstritten.
Seine Tätigkeit als Friedensrichter und sein gleichzeitiges Mandat im Grossen Rat führten 1901 zum sogenannten Unvereinbarkeitsgesetz.

## Mitgliedschaften
1886 war Alexandre Triquet Mitglied im Grütliverein.

## Schriften
- mit Francis Chaponnière: Le dimanche des ouvriers. Société des Livres Religieux, Toulouse 1888.